# Nick Petrecki
Nicholas Griffin „Nick“ Petrecki (* 11. Juli 1989 in Schenectady, New York) ist ein ehemaliger US-amerikanischer Eishockeyspieler, der im Verlauf seiner aktiven Karriere zwischen 2007 und 2016 unter anderem 321 Partien in der American Hockey League (AHL) auf der Position des Verteidigers bestritten hat. Zudem absolvierte er eine Partie für die San Jose Sharks aus der National Hockey League (NHL), die ihn im NHL Entry Draft 2007 in der ersten Runde ausgewählt hatten.

## Karriere
Petrecki wurde zunächst im OHL Priority Selection Draft in der ersten Runde an achter Position von den Plymouth Whalers ausgewählt. Er entschied sich jedoch seine Karriere bei den Omaha Lancers in der United States Hockey League (USHL) zu beginnen, wo er zur Saison 2005/06 in seine erste Spielzeit ging. Nach einem schwierigen Rookiejahr mit nur drei Scorerpunkten, schaffte er in der Folgesaison 24 Punkte zu verbuchen, davon elf Tore. In beiden Spielzeiten gelang dem US-Amerikaner mit den Lancers die Qualifikation für die Playoffs. Im NHL Entry Draft 2007 wurde der Verteidiger von den San Jose Sharks aus der National Hockey League (NHL) in der ersten Runde an 28. Position ausgewählt.
Im Herbst 2007 wechselte der Abwehrspieler an das Boston College, wo er sein Studium begann und gleichzeitig mit deren Eishockeyteam in der National Collegiate Athletic Association (NCAA) aktiv war. Mit diesem erreichte er gleich in seinem Rookiejahr das sogenannte „Frozen-Four“-Turnier um den Meistertitel, den sich das College durch einen 4:1-Sieg über die University of Notre Dame sicherte. Bereits zuvor hatte er mit dem Team die Meisterschaft der Hockey-East-Division und den Sieg beim prestigeträchtigen Beanpot Tournament errungen, wo er im Finale gegen die Harvard University den Siegtreffer in der Overtime erzielt hatte. Auch in der folgenden Spielzeit lief der US-Amerikaner weiterhin für das College auf und lieferte souveräne Leistungen ab. Das Team konnte jedoch keinen der im Vorjahr errungenen Titel verteidigen, wodurch die Saison für den Verteidiger bereits im März des Jahres 2009 beendet war. Am Ende des Monats brachten ihn schließlich die San Jose Sharks – knapp zwei Jahre nachdem er gedraftet worden war – zur Unterschrift unter seinen ersten Profivertrag, gültig ab Beginn der Saison 2009/10. Um Petrecki jedoch schon vorher einsetzen zu können, verpflichteten sie ihn Ende April durch eine sogenannte Amateur Tryout Offer und beorderten ihn ins Farmteam Worcester Sharks aus der American Hockey League (AHL), die sich zu diesem Zeitpunkt in den Playoffs befanden.
Mit Beginn der Saison 2009/10 lief Petrecki bis zum März 2015 für die Worcester Sharks auf, ehe er an den Ligakonkurrenten Rochester Americans ausgeliehen wurde. In diesem Zeitraum hatte er lediglich eine Partie für San Jose in der NHL bestritten. Zur Spielzeit 2014/15 verpflichteten die Amerks den Verteidiger fest für das Spieljahr. Zur Saison 2015/16 zog es Petrecki in die ECHL, wo er zunächst für die Elmira Jackals auflief. Auf Leihbasis kam er auch zu drei Einsätzen für das Hartford Wolf Pack in der AHL, ehe er im Januar 2016 innerhalb der ECHL zu den Indy Fuel transferiert wurde. Dort beendete er die Saison und kam zu drei weiteren AHL-Spielen für die Chicago Wolves. Nach der Saison beendete der 27-Jährige seine aktive Spielerkarriere.

## Erfolge und Auszeichnungen
| - 2007 USHL Second All-Star Team - 2008 Beanpot-Tournament-Gewinn mit dem Boston College - 2008 Lamoriello-Trophy-Gewinn mit dem Boston College | - 2008 NCAA-Division-I-Championship mit dem Boston College - 2012 Yanick Dupré Memorial Award |

## Karrierestatistik
(Legende zur Spielerstatistik: Sp oder GP = absolvierte Spiele; T oder G = erzielte Tore; V oder A = erzielte Assists; Pkt oder Pts = erzielte Scorerpunkte; SM oder PIM = erhaltene Strafminuten; +/− = Plus/Minus-Bilanz; PP = erzielte Überzahltore; SH = erzielte Unterzahltore; GW = erzielte Siegtore; 1 Play-downs/Relegation; Kursiv: Statistik nicht vollständig)